# Horasis
Horasis là một tổ chức xúc tiến đầu tư quốc tế, có trụ sở tại Zürich, Thụy Sĩ. Được thành lập vào năm 2005, bởi Frank-Jürgen Richter, là cựu giám đốc của Diễn đàn Kinh tế thế giới, Horasis được thành lập nhằm đóng góp cho sự đổi mới và phát triển bền vững cho các nền kinh tế đang nổi lên. Sự kiện Diễn đàn quốc tế Horasis thường niên tại Cascais, Bồ Đào Nha, là nơi tụ tập của những viên chức chính phủ, nhà khoa học và người trí thức bàn về các vấn đề về hợp tác và xã hội.

## Hoạt động

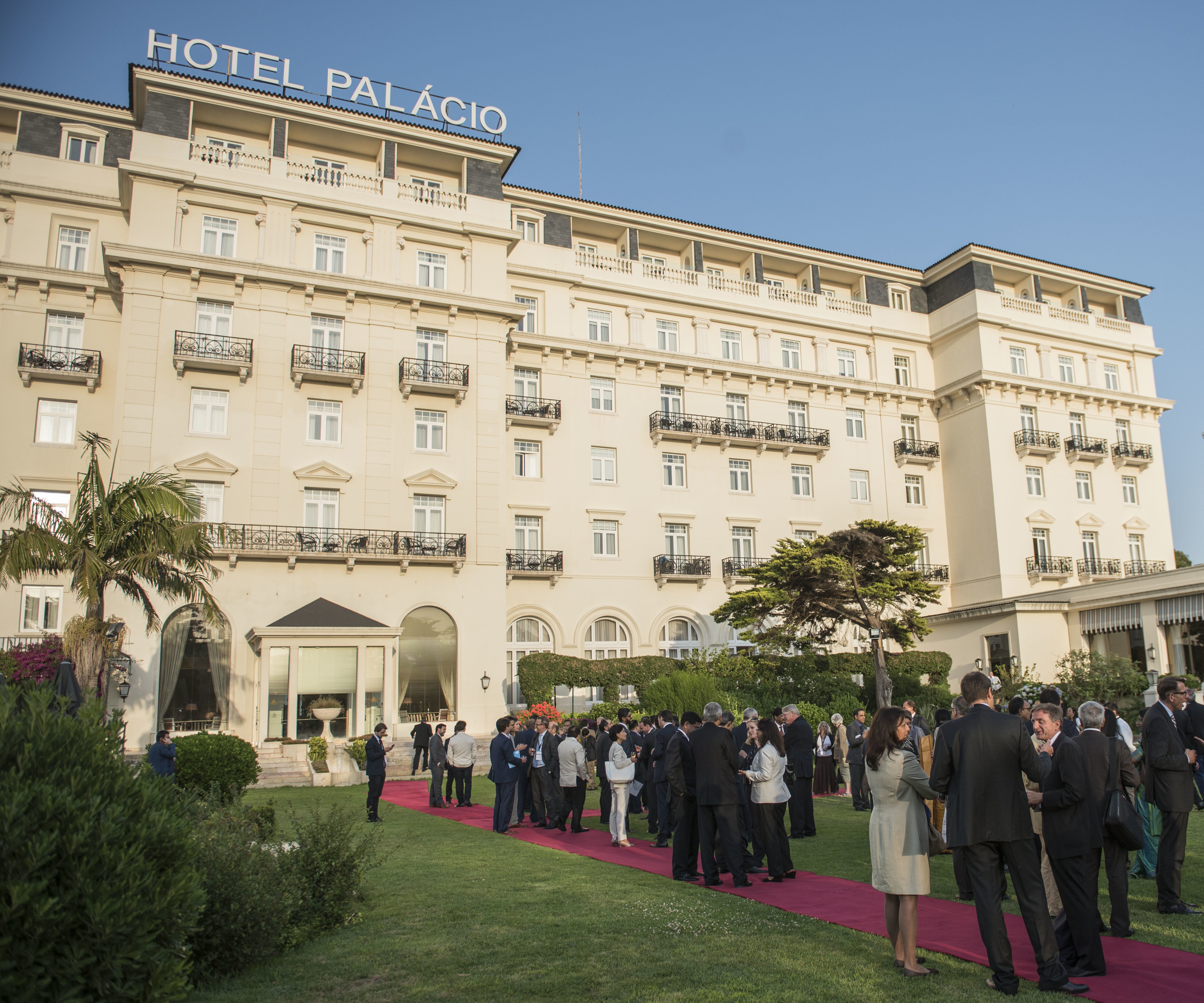
Khu vực tiếp nhận của diễn đàn Horasis tại khách sạn Palácio Estoril, tại Cascais, trên vùng Riviera Bồ Đào Nha, gần Lisboa.

Horasis cung cấp nền tảng cho sự hợp tác và chia sẻ kiến thức, chủ yếu giữa các quốc gia phát triển và các nền kinh tế đang nổi lên. Cộng đồng phần lớn làm việc qua sự cộng tác với các tập đoàn, chính phủ, và các tổ chức quốc tế, với vai trò tạo ra các sáng kiến mới. Diễn đàn sẽ diễn ra tại các nước thành viên đăng cai hội nghị; bao gồm việc chọn lựa bài diễn văn bổ sung và thuyết trình của các tập đoàn về chủ đề thực.
Diễn đàn Horasis thường được tổ chức tại các quốc gia thành viên 'đáng chú ý'. Sự kiện là nơi để các quốc gia 'đáng chú ý' (Trung Quốc, Ấn Độ, và Đông Nam Á) thúc đẩy mối quan hệ với thế giới cũng như cho thấy quyền lực mềm qua sự bền vững và hợp tác. Diễn đàn cũng là nền tảng cho nước đăng cai đối thoại chính sách với các nước khách mời.

### Xuất bản
Horasis xuất bản báo cáo dựa trên diễn đàn, op-ed góp phần cho báo chí quốc tế và ý kiến chuyên môn cho chương trình thời sự TV.

### Người Dẫn Đầu Doanh nghiệp của Năm
Horasis trao giải thưởng "Người Dẫn Đầu Doanh nghiệp của Năm" cho doanh nhân mà đã xây dựng và lãnh đạo thành công trong công việc tư nhân quốc tế. Giải thưởng lần đầu được trao vào năm 2006. Lễ trao giải diễn ra tại diễn đàn địa phương.

## Diễn đàn quốc tế
Sự kiện Diễn đàn quốc tế Horasis thường niên là nơi tụ tập của các doanh nhân chính phủ, nhà khoa học và các nhà trí thức. Khoảng 500 người tham gia từ 70 đất nước tụ tập mỗi năm để bàn luận về các vấn đề về tập đoàn và xã hội. Vấn đề về sự phát triển kinh tế, đổi mới, sự di cư và bất bình đẳng thường được tranh luận.
Diễn đàn quốc tế lần đầu tiên được tổ chứ tại Liverpool vào năm 2016, và từ năm 2017 được tổ chức thường niên tại Cascais, Bồ Đào Nha.

## Diễn đàn địa phương
Horasis tổ chức Diễn đàn Horasis Trung Quốc, Diễn đàn Horasis Ấn Độ và Diễn đàn Horasis Châu Á (Diễn đàn Hợp tác kinh tế Châu Á - Horasis) thường niên. Vào năm 2017, Diễn đàn Horasis Trung Quốc được tổ chức lần đầu tại Sheffield, Anh, và được tham gia bởi hơn 300 doanh nhân Trung Quốc, bao gồm người đại diện từ các công ty nhà nước, quỹ đầu tư và công ty tư nhân, cũng như các công ty Anh đối tác. Diễn đàn Quốc tế Horasis Ấn Độ được tham gia bởi hàng trăm doanh nhân và chính trị gia từ Ấn Độ cũng như trên khắp thế giới. Diễn đàn Hợp tác kinh tế Châu Á - Horasis 2017 được đồng tổ chức bởi chính phủ của Tây Bengal và Phòng Thương mại Ấn Độ (ICC). Diễn đàn Hợp tác kinh tế Châu Á - Horasis 2018 và 2019 đều được tổ chức tại thành phố mới Bình Dương, diễn đàn quy tụ khoảng 400 khách mời cao cấp từ 60 quốc gia trên toàn thế giới cùng 350 khách mời từ Trung ương, bộ, ngành Việt Nam và địa phương.